# Frederika Broeksmit

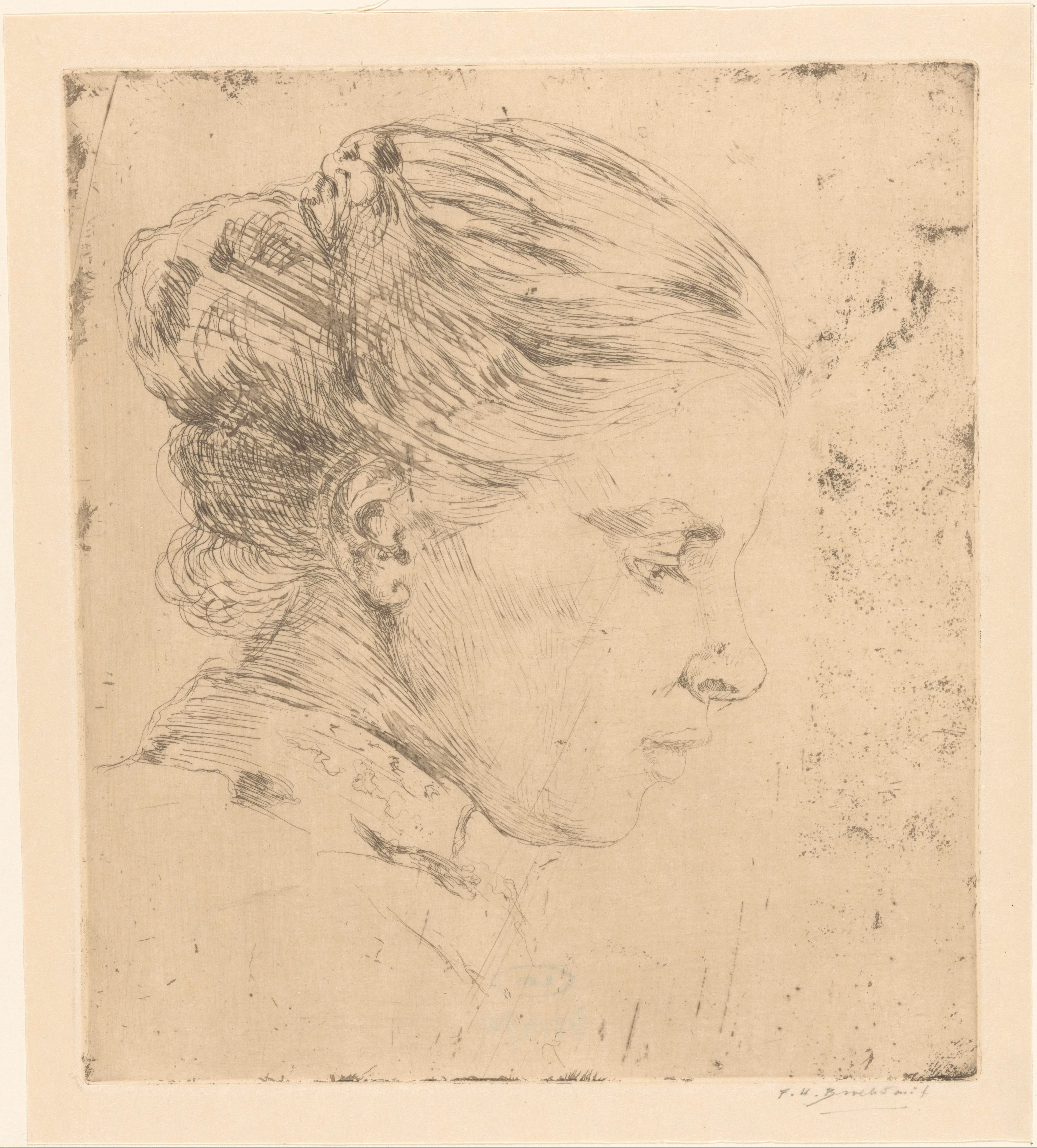
Portret van zus Cornelie Jannette Walen-Broeksmit (1876-1930), Rijksmuseum Amsterdam

Frederika Henriette Broeksmit (Charlois, 14 augustus 1875 – Bussum, 25 januari 1945) was een Nederlands schilder, tekenaar, etser en lithograaf. Als Megaleep publiceerde ze in 1925 een poëziebundel.

## Leven en werk
Frederika Broeksmit was een dochter van dr. Jacob Broeksmit, genees-, heel- en verloskundige in Charlois, en Wilhelmina Maria van Peski. Ze studeerde aan de Rotterdamse Academie als leerling van Alexander van Maasdijk en H.J. Melis en aan de Rijksakademie van beeldende kunsten (1899-1902) in Amsterdam, als leerling van August Allebé, Carel Dake en Nicolaas van der Waay. Ze volgde in het laatste jaar aan de academie ook les aan de Rijksnormaalschool voor Teekenonderwijzers (1901-1902) om haar onderwijsakte te halen. Dat was geen ongebruikelijke stap voor academiestudenten. Broeksmit woonde in Rotterdam, Amsterdam, Katwijk (1905-1943) en Bussum (1943-overlijden). Ze gaf in 1922 etslessen aan Johan Windhorst, met wie ze tot ca. 1935 in Katwijk samenwoonde. Ze bleef ongehuwd.
Broeksmit schilderde onder meer genrevoorstellingen, dorps- en stadsgezichten, landschappen en stillevens. Ze was lid van Arti et Amicitiae, De Onafhankelijken en de Vereeniging tot Bevordering der Grafische Kunst. Ze exposeerde met genoemde verenigingen, verder onder andere solo bij kunstzaal Prakke (1913) en kunstzaal Kleykamp (1940) en in duo-exposities met Hobbe Smith bij kunsthandel Olderzeel in Rotterdam (1910) en met Johan Windhorst in de Museum De Lakenhal (1934).
Broeksmit was pacifist en actief in de vredesbeweging. Ze was oprichter en secretaris van het genootschap Si vis pacem, para pacem en als zodanig afgevaardigde naar het Internationaal Congres van Vrouwen in 1915. Ze was bovendien lid van de in 1914 opgerichte Nederlandsche Anti-Oorlog Raad. 
Frederika Broeksmit overleed op 69-jarige leeftijd.

## Enkele werken

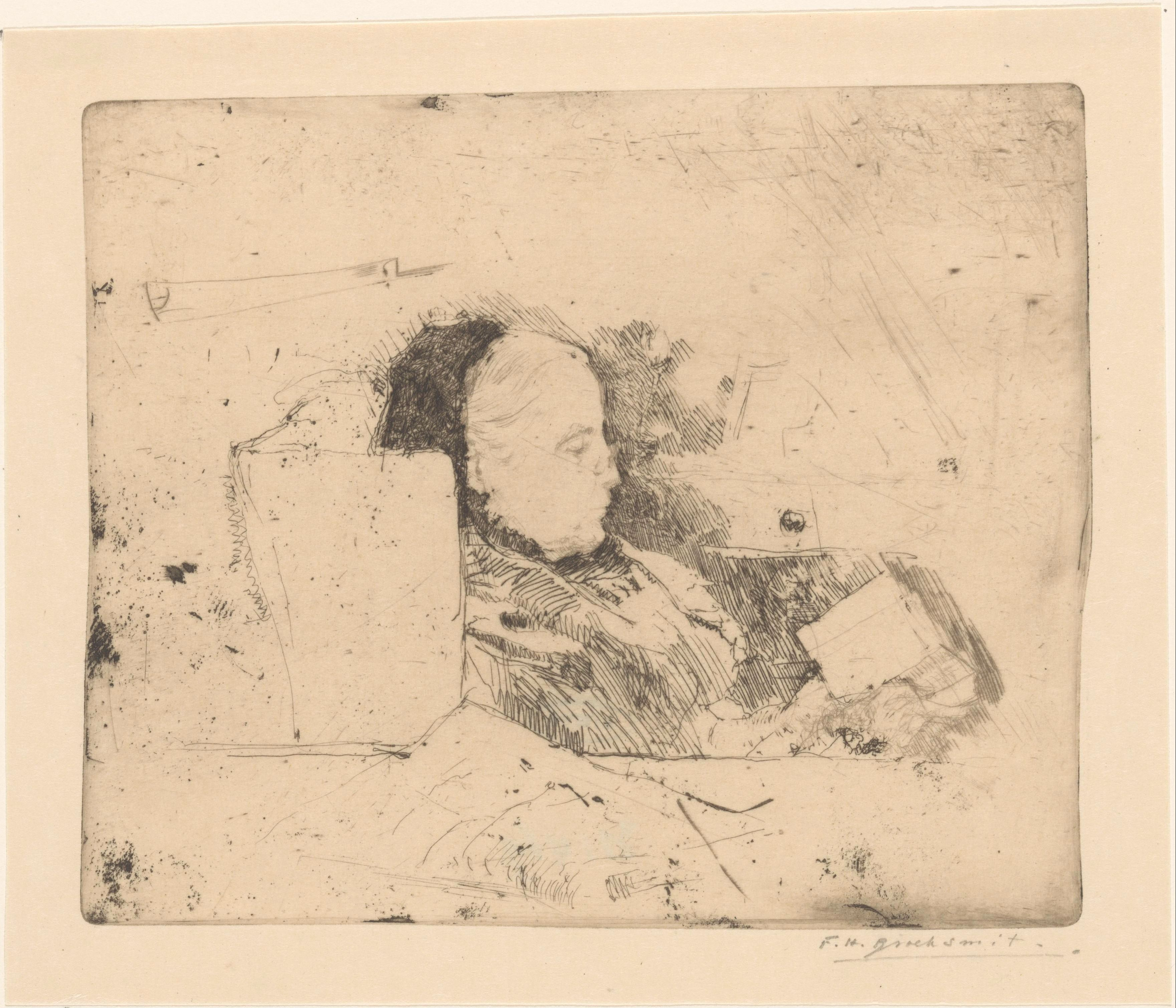
Portret van moeder, Wilhelmina M. Broeksmit-van Peski, Rijksmuseum Amsterdam
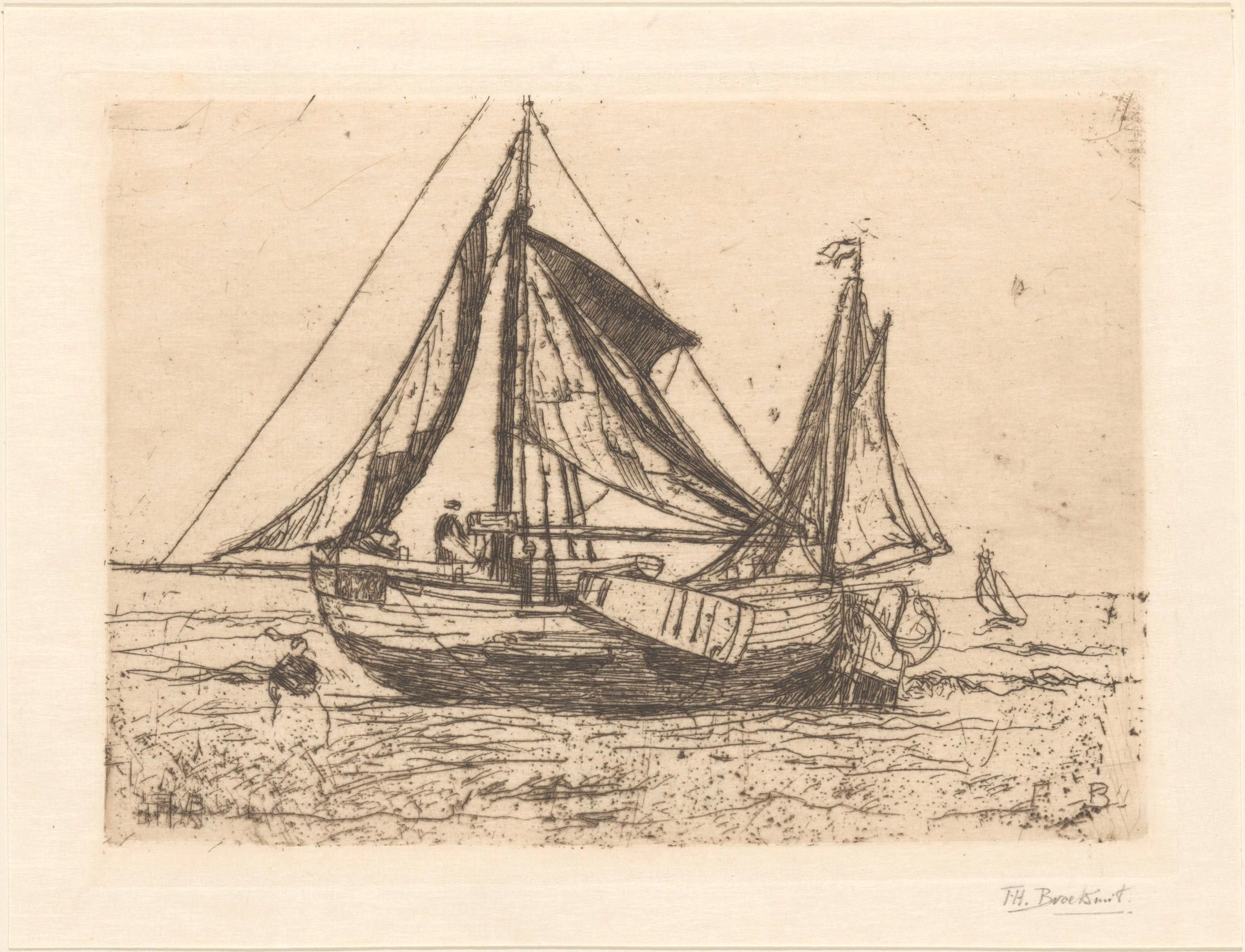
Bomschuit op strand, Rijksmuseum Amsterdam
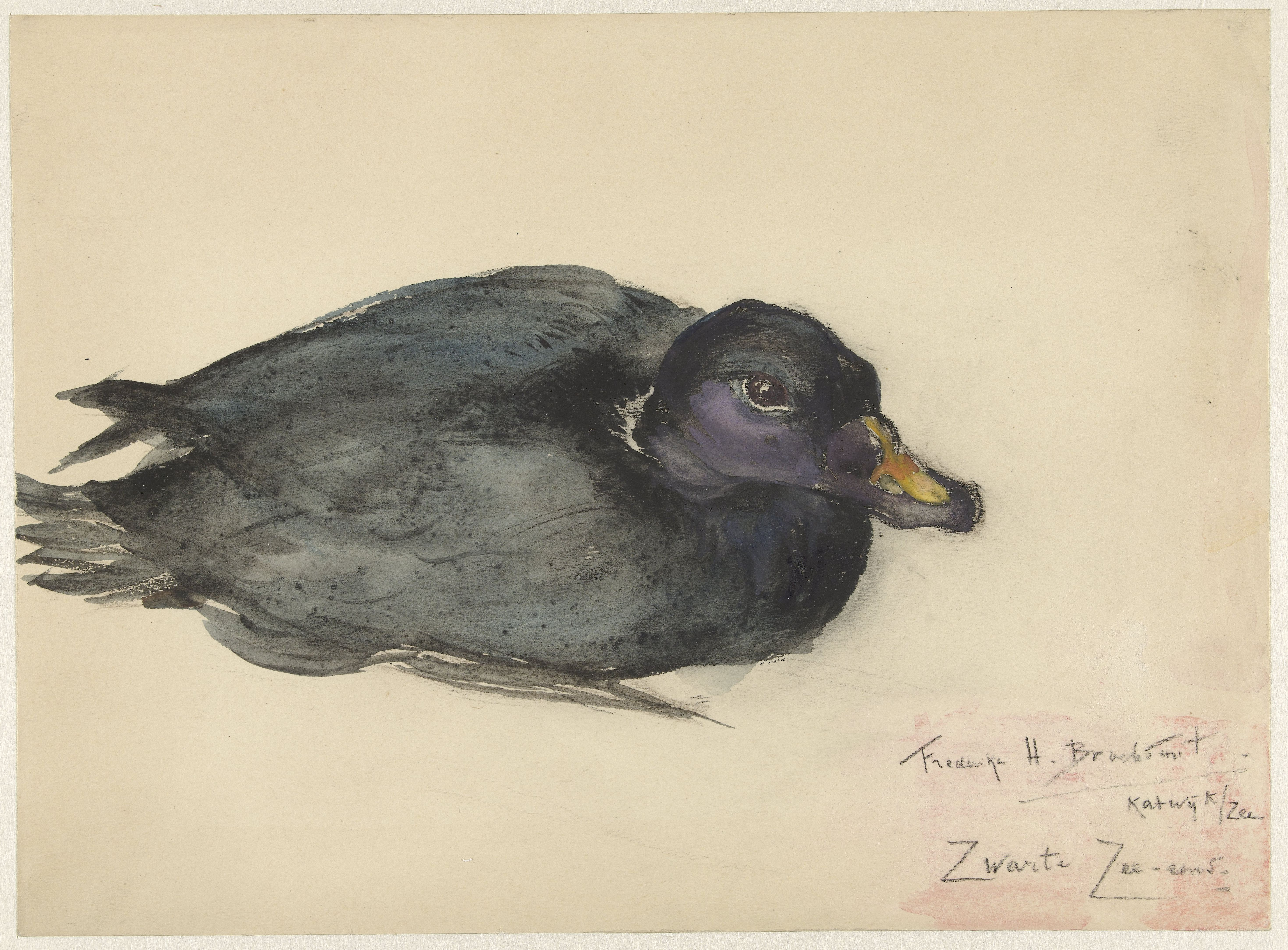
Zwarte zee-eend, Rijksmuseum Amsterdam
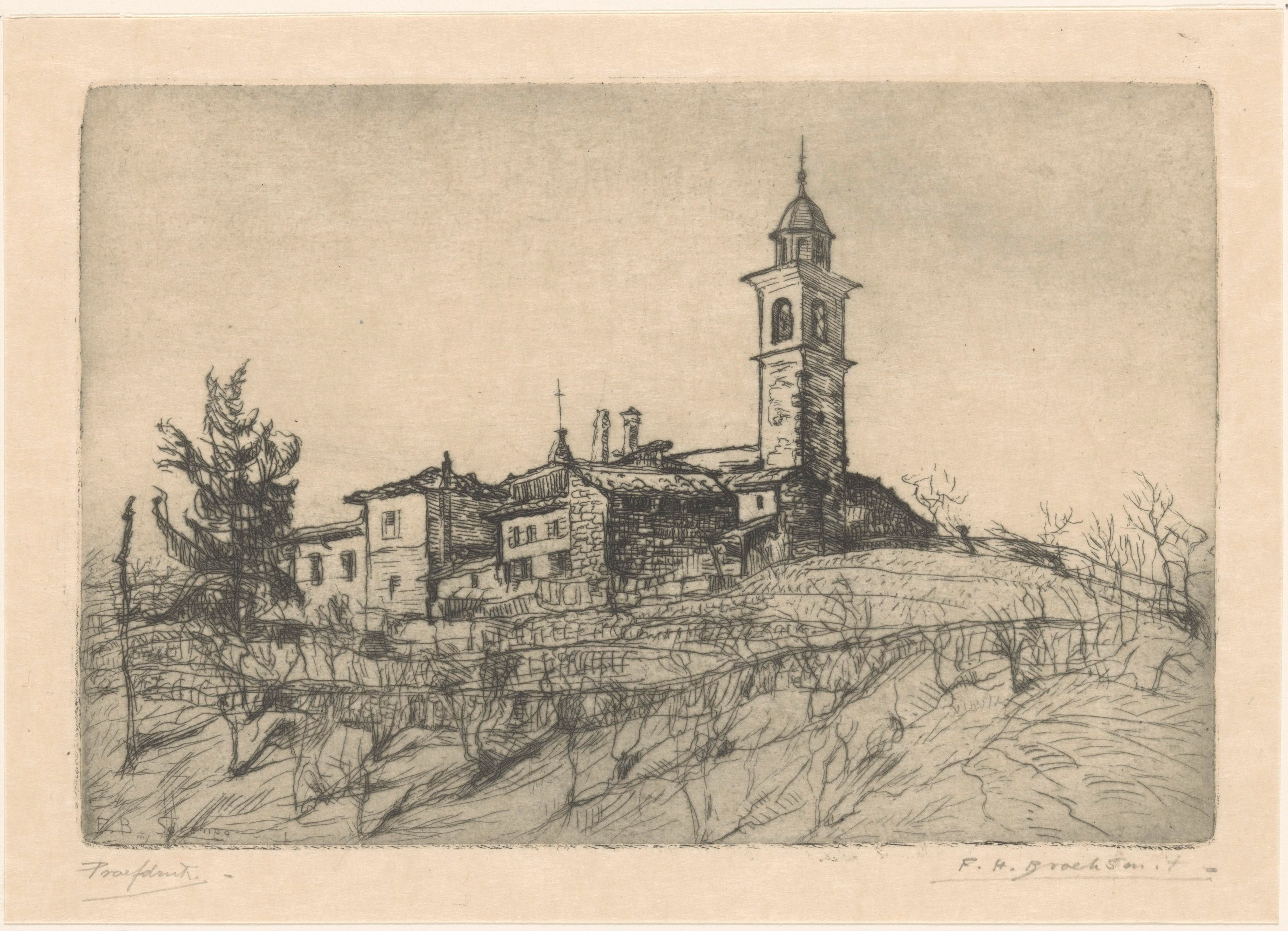
Sorengo (1920), Rijksmuseum Amsterdam